# VDI-Z Integrierte Produktion

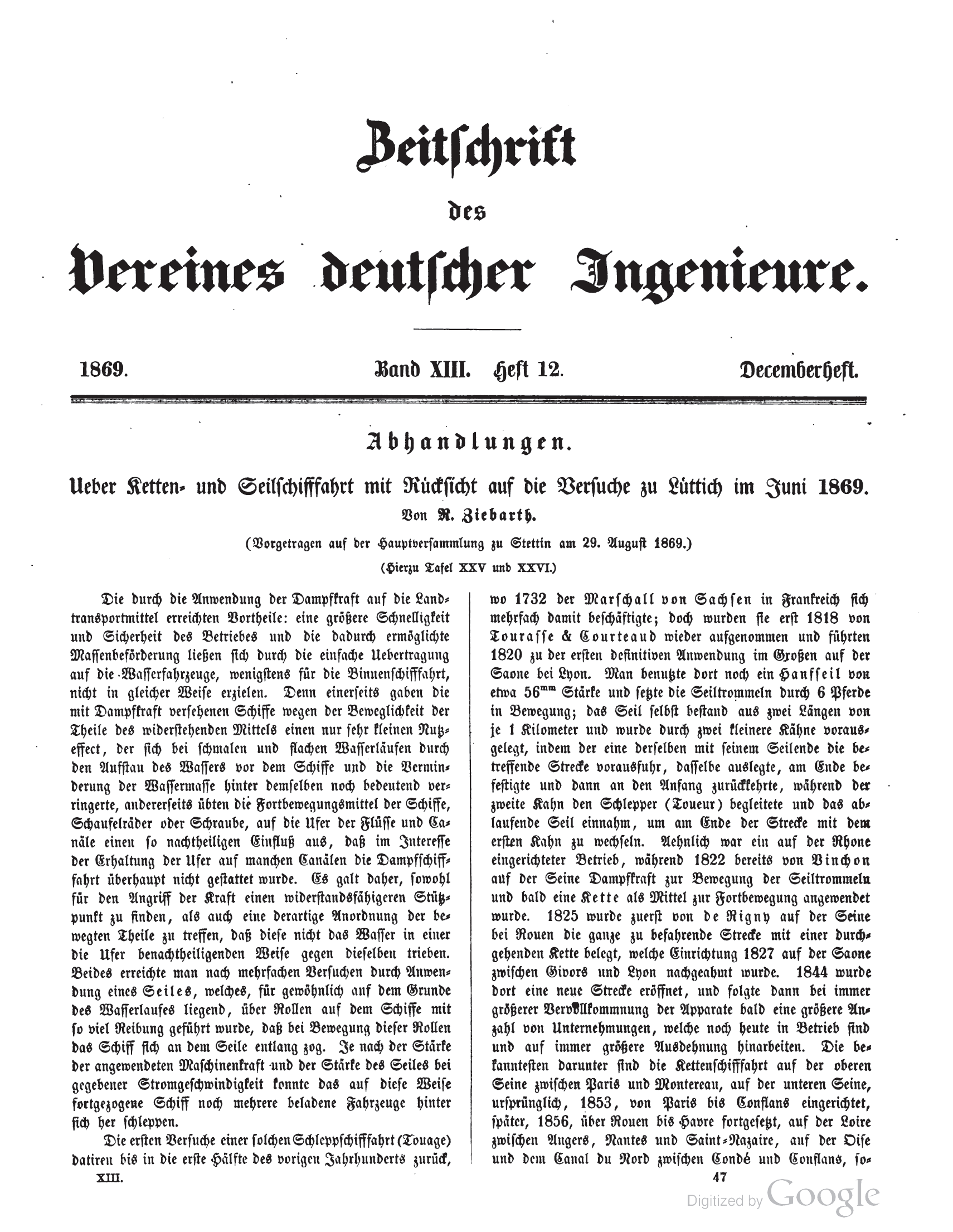
Titelblatt der Dezemberausgabe der Zeitschrift des Vereines deutscher Ingenieure aus dem Jahr 1869

VDI-Z Integrierte Produktion ist eine deutsche Fachzeitschrift, die von der VDI Fachmedien GmbH & Co. KG verlegt wird. Sie ist offizielles Organ des Vereins Deutscher Ingenieure (VDI) für Produktion und Logistik (GPL). Die Zeitschrift beschreibt den Produktionsprozess, einzelne Fertigungstechnologien, gibt Auskunft über Innovationen im Bereich und stellt ausführlich die Forschung und Entwicklung dar.

## Geschichte
Die Erstveröffentlichung erfolgte unter dem Namen Zeitschrift des Vereins deutscher Ingenieure im Januar 1857 als Vereinszeitschrift des VDI. Jedes VDI-Mitglied war gehalten, die Zeitschrift „durch Mittheilungen technischen Interesses zu unterstützen“. Neben wissenschaftlichen Abhandlungen enthielt die Zeitschrift des Vereins deutscher Ingenieure auch Vereinsmitteilungen. Die Startauflage betrug 800 Exemplare bei einer Mitgliederzahl von ungefähr 250 Personen. Erster Hauptschriftleiter war Franz Grashof. 1911 betrug die Auflage 27400 Exemplare.
Ab 1862 wurde die Zeitung unter dem Namen Zeitschrift des Vereines deutscher Ingenieure mit Fugen-E publiziert. Mit der Januar-Ausgabe 1872 wurde die bis dahin verwendete Frakturschrift durch lateinische Schrift ersetzt, da Frakturschrift als Hindernis für eine Verbreitung der Zeitschrift außerhalb Deutschlands angesehen wurde. Mit dem Aufgehen der Wochenschrift des Vereines deutscher Ingenieure in die Zeitschrift des Vereines deutscher Ingenieure im Jahr 1883 wurde deren Publikationszyklus von monatlich auf wöchentlich umgestellt. Ab 1908 wurde der Zeitschrift die Monatsschrift Technik und Wirtschaft beigefügt, die später eigenständig wurde. 1945 wurde die Publikation der Zeitschrift des Vereines deutscher Ingenieure mit dem 89. Jahrgang unterbrochen, im Jahr 1948 mit dem 90. Jahrgang wieder fortgesetzt. Zum Jahresbeginn 1955 wurde der Titel in VDI-Zeitschrift umgeändert, um das Sigel VDI sowohl im Zeitschriftentitel als auch in der Zitierform VDI-Z. aufzuführen.

## Gegenwart
Die VDI-Z behandelt praxisnah den gesamten Produktionsprozess und verbindet dabei die Fertigungstechnologien mit den vor- und nachgelagerten Bereichen wie Entwicklung/Konstruktion, Qualitätssicherung und Montage/Handhabung. Die Thematik schließt Fragen der Betriebsorganisation, der Automatisierung und der Rechnerunterstützung ein. Die VDI-Z richtet sich anIngenieure in den Branchen Maschinenbau, Fahrzeugbau und deren Zulieferer, insbesondere an das technische Management, Produktionsleiter und Fachingenieure. Die VDI-Z schafft Kommunikation zwischen Wissenschaft und Forschung auf der einen Seite und den Anwendern in der industriellen Praxis auf der anderen Seite. Kern des redaktionellen Inhalts sind die Bausteine der integrierten Produktion: Werkzeugmaschinen, Werkzeuge, Steuerungen, Computertechnologien (von CAD/CAM bis PPS/ERP/MES), Industrieroboter, Montage- und Handhabungstechnik, Automatisierungskomponenten, Fertigungsmesstechnik sowie Qualitätssicherung und - management. Zielgruppe sind Ingenieure in Maschinenbau, Fahrzeugbau und Zulieferbetriebe in den Funktionen technische Leitung, Produktion, Fertigung und Qualitätssicherung. Schwerpunktthemen: Werkzeugmaschinen, Werkzeuge, Fertigungsverfahren, additive Fertigung, Automatisierung, C-Techniken, Qualitätssicherung, Betriebsmanagement.